# 弗里肯豪森
弗里肯豪森是德国巴登-符腾堡州的一个市镇。总面积11.35平方公里，总人口8753人，其中男性4362人，女性4391人（2011年12月31日），人口密度771人/平方公里。